# Liste der Ramsar-Gebiete in Samoa
Die Ramsar-Gebiete in Samoa sind nach der 1971 beschlossenen Ramsar-Konvention besondere Schutzzonen für natürliche Feuchtgebiete auf dem Territorium des Landes. Sie besitzen gemäß dem Anliegen dieses völkerrechtlichen Vertrags eine hohe Bedeutung und dienen insbesondere dem Erhalt der Lebensräume von Wasser- und Watvögeln. In Samoa gibt es insgesamt drei Ramsar-Gebiete, die eine Gesamtfläche von 5.767 Hektar aufweisen (Stand Januar 2024). Alle drei befinden sich auf der Hauptinsel Upolu.

## Liste
| Name des Gebiets              | Bild                       | Koordinaten                   | Ramsar-Nr. | Fläche [ha] | Ausweisungsdatum | Anmerkungen |
| ----------------------------- | -------------------------- | ----------------------------- | ---------- | ----------- | ---------------- | --- |
| Lake Lanotoʻo                 | Lanoto'o Lake              | 13° 54′ 18″ S, 171° 50′ 2″ W  | 1412       | 470         | 10. Juli 2004    | nationaler Status: Nationalpark Das Gebiet liegt im zentralen Hochland der Insel Upolu.                                                                               |
| O Le Pupū Puē Nationalpark    | O Le Pupū Puē Nationalpark | 13° 59′ 0″ S, 171° 43′ 53″ W  | 2313       | 5019        | 2. Feb. 2016     | nationaler Status: Nationalpark Das Gebiet erstreckt sich von den höchsten Punkten der Insel Upolu bis zu den zerklüftete Lavaklippen von Le Pupū im Süden der Insel. |
| Vaipu Swamp Conservation Area | Bild gesucht               | 13° 57′ 39″ S, 171° 34′ 27″ W | 2530       | 278,3       | 10. Nov. 2023    | Das Gebiet umfasst den größten noch erhaltenen Sumpfwald des Landes                                                                                                   |